# Andrew Painter
Andrew Painter (ur. 18 lipca 1975 w Sydney) – australijski tenisista.

## Kariera tenisowa
Karierę zawodową Painter rozpoczął w 1994 roku, a zakończył w 2002 roku.
W grze podwójnej Painter osiągnął jeden finał z cyklu ATP World Tour, w Casablance podczas edycji z 2000 roku.
W rankingu gry pojedynczej najwyżej był na 492. miejscu (10 lipca 1995), a w klasyfikacji gry podwójnej na 119. pozycji (4 października 1999).

### Finały w turniejach ATP World Tour
| Nazwa                         |
| ----------------------------- |
| Wielki Szlem                  |
| Igrzyska olimpijskie          |
| Tennis Masters Cup            |
| ATP Masters Series            |
| ATP International Series Gold |
| ATP International Series      |

#### Gra podwójna (0–1)
| Końcowy wynik | Nr | Data             | Turniej    | Nawierzchnia | Partner          | Przeciwnicy                       | Wynik finału |
| ------------- | -- | ---------------- | ---------- | ------------ | ---------------- | --------------------------------- | ------------ |
| Finalista     | 1. | 16 kwietnia 2000 | Casablanca | Ceglana      | Lars Burgsmüller | Arnaud Clément Sébastien Grosjean | 6:7(4), 4:6  |